# Vernichtung durch Arbeit

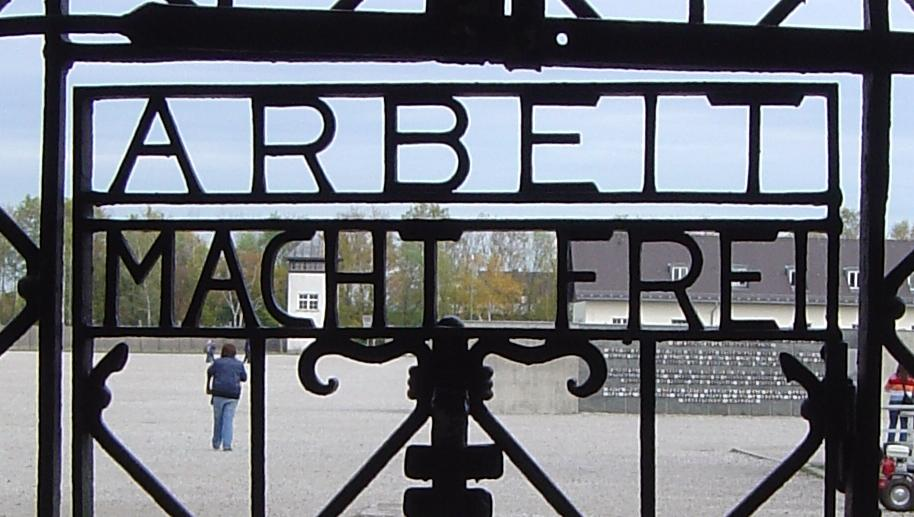
Tor in der Gedenkstätte Konzentrationslager Dachau

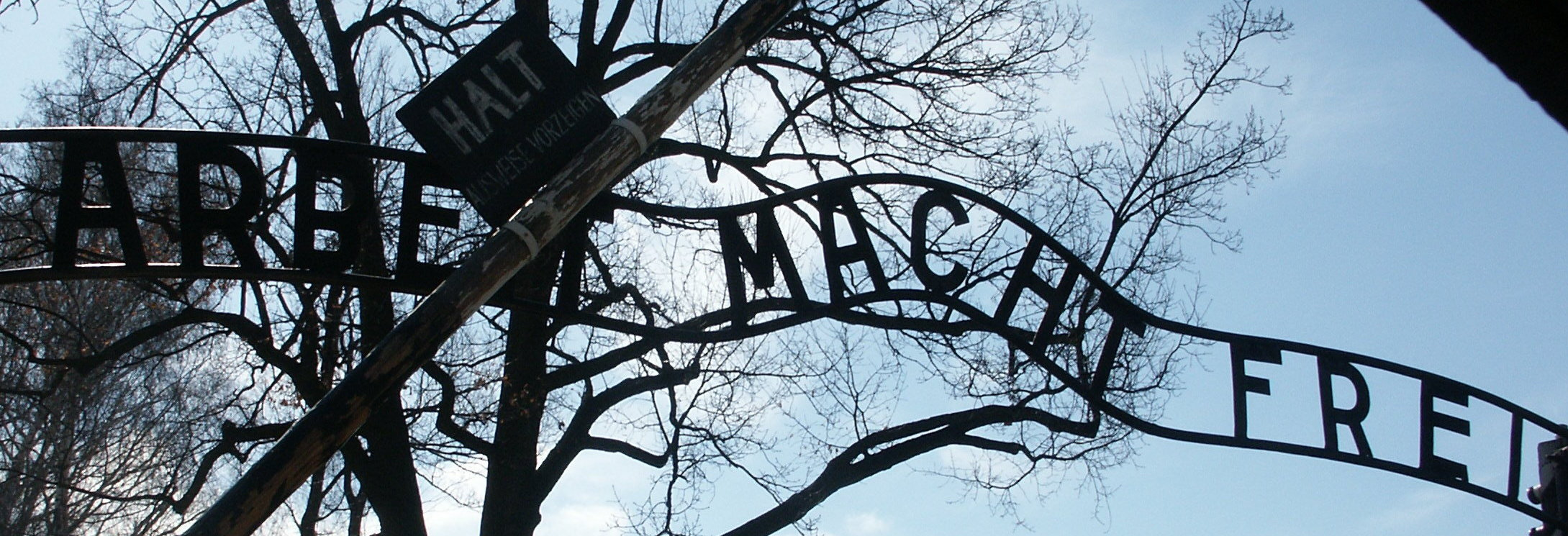
Schriftzug Arbeit macht frei am Eingangstor zum Stammlager des KZ Auschwitz

Vernichtung durch Arbeit ist die absichtliche oder billigend in Kauf genommene Tötung von Zwangsarbeitern oder Häftlingen durch übermäßige Schwerarbeit und mangelhafte Versorgung. Der Begriff wurde für das nationalsozialistische Lagersystem geprägt.
Das Konzept der Vernichtung durch Arbeit wurde auch in den Lagern anderer totalitärer und diktatorischer Systeme angewandt. Ob es der Ausnutzung von Zwangsarbeit im sowjetischen Gulag zugrunde lag, ist umstritten.

## Zeit des Nationalsozialismus: Arbeit oder Vernichtung?
In den aufgefundenen Dokumenten aus der Zeit des Nationalsozialismus taucht der Ausdruck Vernichtung durch Arbeit nur im Zusammenhang mit der Auslieferung asozialer Elemente aus dem Strafvollzug auf. In einem Aktenvermerk vom 14. September 1942 notierte Otto Thierack über ein Gespräch mit Joseph Goebbels:

„Hinsichtlich der Vernichtung asozialen Lebens steht Dr. Goebbels auf dem Standpunkt, dass Juden und Zigeuner schlechthin, Polen, die etwa 3 bis 4 Jahre Zuchthaus zu verbüßen hätten, Tschechen und Deutsche, die zum Tode, lebenslangen Zuchthaus oder Sicherheitsverwahrung verurteilt wären, vernichtet werden sollten. Der Gedanke der Vernichtung durch Arbeit sei der beste.“

Goebbels schrieb zu diesem Gespräch in seinem Tagebuch:

„Wer an dieser Arbeit zugrunde geht, um den ist es nicht schade.“

Der Tod von Häftlingen als Folge des Arbeitseinsatzes wurde also zumindest billigend in Kauf genommen. Das Protokoll der Wannseekonferenz vom 20. Januar 1942 deutet darauf hin, dass mit „Vernichtung durch Arbeit“ der Tod durchaus beabsichtigt war:

„Unter entsprechender Leitung sollen nun im Zuge der Endlösung die Juden in geeigneter Weise im Osten zum Arbeitseinsatz kommen. In großen Arbeitskolonnen, unter Trennung der Geschlechter, werden die arbeitsfähigen Juden straßenbauend in diese Gebiete geführt, wobei zweifellos ein Großteil durch natürliche Verminderung ausfallen wird. Der allfällig endlich verbleibende Restbestand wird, da es sich bei diesem zweifellos um den widerstandsfähigsten Teil handelt, entsprechend behandelt werden müssen, da dieser, eine natürliche Auslese darstellend, bei Freilassung als Keimzelle eines neuen jüdischen Aufbaues anzusprechen ist.“

Die hohe Todesrate unter Häftlingen, die als Arbeitssklaven der SS in den deutschen Konzentrationslagern und deren Außenlagern ausgebeutet wurden, wird oft als Ergebnis einer beabsichtigten „Vernichtung durch Arbeit“ gedeutet. So starben beim Arbeitseinsatz für I.G. Farben im KZ Auschwitz III Monowitz bis zu 25.000 von 35.000 eingesetzten Häftlingen. Die durchschnittliche Lebenserwartung eines jüdischen Häftlings im Arbeitseinsatz betrug weniger als vier Monate. Die ausgemergelten Zwangsarbeiter starben vor Erschöpfung oder durch Krankheit oder sie wurden als arbeitsunfähig selektiert und getötet. Beim Bau von Stollen, die in den letzten Kriegsmonaten für Rüstungsfabriken geschaffen wurden, starben rund dreißig Prozent der eingesetzten Zwangsarbeiter. Derartig hohe Sterblichkeitsraten waren allerdings nicht allgemein zu verzeichnen. So kamen etwa in Mauthausen/Gusen beim Arbeitseinsatz in der Rüstungsproduktion jährlich etwa fünf Prozent der Häftlinge zu Tode. Bei solch unterschiedlichen Sterblichkeitsraten ist eine allgemeingültige Aussage kaum möglich: Es muss offenbleiben, ob die Häftlingsarbeit „Mittel zum Zweck der Vernichtung“ war oder ob die Vernichtung als „eine zwar einkalkulierte, nicht aber vorgängig intendierte Folge“ des Häftlingseinsatzes angesehen werden muss.
Die Industrie verlangte dringend nach Arbeitskräften. Oswald Pohl, der Leiter des SS-Wirtschafts- und Verwaltungshauptamtes (WVHA), lieferte die erforderlichen Arbeitssklaven und befahl am 30. April 1942:

„Der Lagerkommandant allein ist verantwortlich für den Einsatz der Arbeitskräfte. Dieser Arbeitseinsatz muß im wahren Sinne des Wortes erschöpfend sein, um ein Höchstmaß an Leistung zu erzielen. […] Die Arbeitszeit ist an keine Grenzen gebunden. […] Zeitraubende Anmärsche und Mittagspausen nur zu Essenszwecken sind verboten. […] Er [der Lagerkommandant] muss klares fachliches Wissen in militärischen und wirtschaftlichen Dingen verbinden mit kluger und weiser Führung der Menschengruppen, die er zu einem hohen Leistungspotential zusammenfassen soll.“

In der Folge wurden zahlreiche Außenlager in der Nähe von Bergwerken und Industriebetrieben eingerichtet. Die Sterberate unter den Arbeitssklaven stieg, da dort die Unterbringung und Versorgung oft noch unzureichender war als im Stammlager. Die Anweisung Pohls „kann […] als Freibrief für alle KZ-Kommandanten gewertet werden, die Häftlingsarbeit als Mittel der Vernichtung einzusetzen“. Allerdings hebt die abschließende Begründung des Befehls ökonomische Gründe hervor. Die zitierte Sichtweise ist daher umstritten, zumal weitere Anordnungen auf die Erhaltung der Arbeitskraft abzielen.
Am 26. Dezember 1942 schrieb Richard Glücks, Leiter des Amtes D vom SS-WVHA:

„In der Anlage wird eine Aufstellung über die laufenden Zu- und Abgänge in sämtlichen Konzentrationslagern zur Kenntnisnahme übersandt. Aus derselben geht hervor, dass von 136.000 Zugängen rund 70.000 durch Tod ausgefallen sind. Mit einer derartig hohen Todesziffer kann niemals die Zahl der Häftlinge auf die Höhe gebracht werden, wie es der Reichsführer SS befohlen hat. Die 1. Lagerärzte haben sich mit allen ihnen zur Verfügung stehenden Mitteln dafür einzusetzen, daß die Sterblichkeitsziffer in den einzelnen Lagern wesentlich herabgeht.“

Im März 1944 mahnte Oswald Pohl die Verwaltung der SS-Wirtschaftsbetriebe, dass „die Arbeitskraft eines jeden Häftlings wertvoll“ sei; sie müsse „in vollem Umfang für die Volksgemeinschaft nutzbar gemacht werden“. Letztlich – so fasst der Historiker Jens-Christian Wagner zusammen – lässt sich aus den schriftlichen Quellen nicht belegen, ob eine Vernichtungsabsicht bestanden habe. Der mörderische Häftlingseinsatz, der langfristig ökonomisch widersinnig und uneffektiv war, wurde – zumal in den letzten Kriegsmonaten – zugunsten einer kurzfristig erreichbaren maximalen Arbeitsleistung forciert. Der Tod der Häftlinge wurde bewusst in Kauf genommen und bei bestimmten Häftlingsgruppen auch angestrebt.

## Nationalsozialismus

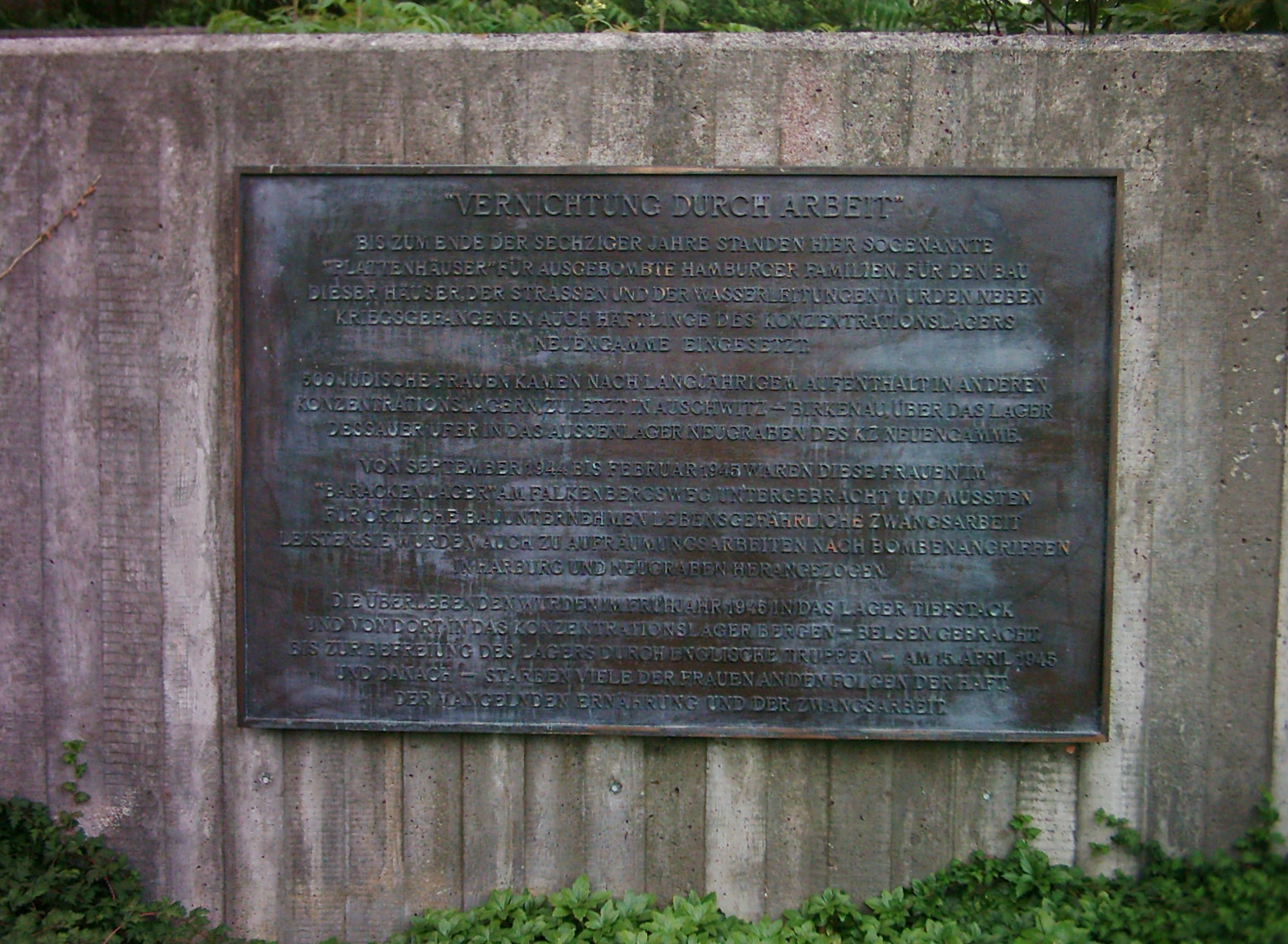
Gedenktafel in Hamburg-Neugraben

Die Ideologie des Nationalsozialismus betrachtete die „germanischen Völker“ der Deutschen, der Flamen, Niederländer, Engländer und Skandinavier als „arische Rasse“ und „Herrenmenschen“. Das „deutsche Blut“ und die „Arier“ mussten von „Fremdrassigen“ „rein gehalten“ werden. Als „Fremdrassige“ galten die slawischen Völker und ganz besonders die Juden und die „Zigeuner“.
Randständige Gruppen der Mehrheitsbevölkerung wie kinderreiche fürsorgeabhängige Familien in sozialen Brennpunkten, Landstreicher oder Landfahrer sowie Problemgruppen wie Alkoholkranke oder Prostituierte galten als „deutschblütige“ „Asoziale“ und ebenfalls als überflüssige „Ballastexistenzen“. Sie wurden wie auch Homosexuelle von behördlichen und polizeilichen Instanzen listenmäßig erfasst und vielfältigen staatlichen Restriktionen und Repressionsmaßnahmen ausgesetzt, die bis zur Zwangssterilisation und schließlich zur Inhaftierung in Konzentrationslagern reichten. Wer sich offen gegen das nationalsozialistische Regime auflehnte (wie Kommunisten, Sozialdemokraten, bürgerliche Demokraten oder Kriegsdienstverweigerer), wurde in Haftanstalten und Lagern inhaftiert. Die Lager überlebten viele der Häftlinge nicht.
In den nationalsozialistischen Lagern vollzog sich „Vernichtung durch Arbeit“ vor allem durch eine sklavenförmige Organisation der Arbeit, weshalb in Unterscheidung zur Zwangsarbeit der ausländischen Arbeitskräfte hier mit einem Terminus der Nürnberger Prozesse von „Sklavenarbeit“ und „Sklavenarbeitern“ die Rede ist.
Die Arbeitsbedingungen waren charakterisiert durch:
- schwere körperliche Arbeit (zum Beispiel beim Straßenbau, bei Erdarbeiten oder in der Fabrik, besonders in der Rüstungsindustrie)
- ständige überlange Arbeitszeiten (oft zehn bis zwölf Stunden am Tag, im Sinne von biologischem Stress, Raubbau der Kräfte)
- zu Hunger und Mangelerkrankungen führende Mangelernährung,
- mangelnde Hygiene
- keine oder ungenügende medizinische Versorgung und dadurch zusätzlich entstehende Krankheiten
- keine Entlohnung
- über lange Zeit, nicht nur als Strafe, eingesetzte Hungerrationen
- ungenügende Bekleidung (beispielsweise Sommerkleidung auch im Winter)
- Verletzungen durch fehlendes oder ungenügendes Schuhwerk
- ständige Bewachung der Arbeitenden bei vielfältigen Willkürakten der Bewacher
- Folter und Misshandlungen wie das Torstehen oder das Pfahlhängen

### Konzentrationslager
Die Haft im Konzentrationslager sollte den Eingelieferten zumindest brechen. Die Aufnahme und Registrierung der neu eingelieferten Häftlinge, die Zwangsarbeit, die Unterbringung der Häftlinge, die Zählappelle – das ganze Leben im Lager war von Demütigungen und Schikanen begleitet.
Die Aufnahme, die Registrierung und das Verhör der Verhafteten waren begleitet von höhnischen Bemerkungen der SS-Leute. Bei den Zählappellen wurden die Häftlinge getreten und geschlagen. Die Zwangsarbeit bestand teilweise aus sinnlosen Verrichtungen und aus Schwerarbeit, die die Häftlinge zermürben sollte.
Besonders zynisch erscheint in diesem Zusammenhang der in einigen Konzentrationslagern des Deutschen Reiches vorzufindende Schriftzug „Arbeit macht frei“, z. B. an den Eingangstoren der Lager (das Konzentrationslager Buchenwald war das einzige KZ mit dem Spruch „Jedem das Seine“ am Eingangstor).

### Die Opfer
Opfer der Vernichtung durch Arbeit waren vor allem Juden aus fast allen Ländern Europas, „Zigeuner“, Angehörige slawischer Völker, politische Gegner, Homosexuelle, so genannte „Asoziale“ (insbesondere zu hohen Haftstrafen verurteilte Gefangene), Zeugen Jehovas und auch andere entschiedene Christen.
Schätzungsweise kamen insgesamt sechs Millionen Juden, 500.000 Sinti, Roma und Angehörige anderer als „Zigeuner“ verfolgter Gruppen sowie sieben Millionen sowjetische Kriegsgefangene und Zivilisten in den Konzentrationslagern um. Genaue Berechnungen sind nicht möglich, weil die Nationalsozialisten über ihre Opfer nicht immer vollständige Listen führten.

### Hintergrund; Folgen nach 1945
Die nationalsozialistische Ideologie forderte die „Reinhaltung“ der „arischen Rasse“ und des „deutschen Blutes“ von „Fremdrassigen“. Zu diesen „Fremdrassigen“ zählten vor allem die slawischen Völker, die Farbigen, die Juden und Teile der „Zigeuner“. Alte Menschen, Kranke, „Arbeitsverweigerer“, so genannte „Asoziale“ und Behinderte galten als „unnütze Esser“. Auch Regime-Gegner, wie zum Beispiel Kommunisten, bürgerliche Demokraten, Sozialdemokraten und entschiedene Christen wurden verfolgt, weil sie sich dem „Aufbruch“ und dem „nationalen Erwachen“ entgegenstellten.
Am 18. September 1942 hatte Thierack notiert, dass Juden und Zigeuner schlechthin … vernichtet werden. Die NS-Ministerialbürokratie beteiligte sich anschließend aktiv an der Auslieferung bereits festgenommener, von der Justiz als „asozial“ deklarierter Personen aus deutschen Haftanstalten in die Vernichtungslager, dies wurde amtsmäßig „Abgabeaktion“ genannt. Mehrere Tausend Personen wurden durch die Mitwirkung des Ministeriums in KZ-Lager deportiert, die meisten von ihnen anschließend ermordet. Einige wenige der beteiligten hohen Beamten des Reichsjustizministeriums wurden 1951/1952 angeklagt und vor Gericht gestellt. Auf der Anklagebank saßen von den noch lebenden führenden beteiligten Beamten Rudolf Marx, Albert Hupperschwiller, Friedrich-Wilhelm Meyer und Otto Gündner, außerdem der ehemalige Reichshauptamtsleiter für das Gnadenamt Kurt Giese. Einige dieser bisherigen Beamten des Reichsjustizministeriums hatten vor dem Landgericht Wiesbaden bereits zugegeben, schon damals gewusst zu haben, dass viele der überstellten Gefangenen in den Lagern getötet wurden und dass im Ministerium auch die massenhaften Todesmeldungen eingingen. Aber sie behaupteten dennoch vor Gericht ihre Ahnungslosigkeit. Die Angeklagten wurden schließlich alle freigesprochen. Die Begründung bestand in einer eigenwilligen sprachlichen Neuinterpretation: Obwohl in den überlieferten schriftlichen Dokumenten, in den Akten mit Paraphen, ausdrücklich von „Vernichtung“ die Rede ist, hielten die Richter den Angeklagten zugute:

„Das ‚Wahrnehmen des Wortes Vernichtung allein‘ stellt keine ausreichende Grundlage für eine Feststellung des Wissens oder Ahnens der Angeklagten um die Tötungen dar.“

## Stalinismus
Zur Ausnutzung von Häftlingsarbeit in großem Maßstab und mit oft katastrophalen Folgen für die Zwangsarbeiter kam es auch in sozialistischen Staaten wie zum Beispiel in der Sowjetunion unter Stalin, der das Zwangsarbeitslagersystem seines Vorgängers Lenin weiter ausbaute. Unter Stalins Herrschaft wurde ein umfassendes Zwangsarbeitslagersystem aufgebaut, das im Vergleich zu den Konzentrationslagern und Haftanstalten, die in der Phase des Bürgerkrieges und in den 1920er Jahren existierten, erhebliche Unterschiede aufwies.
Zwangsarbeitslager, in denen eine Vernichtung durch Arbeit der Häftlinge in größeren Dimensionen durchaus mit-beabsichtigt war, gab es nach dem Zweiten Weltkrieg auch in mehreren sowjet-kommunistischen Satellitenstaaten des Ostblocks, wie beispielsweise im stalinistischen Ungarn zwischen 1950 und 1953 sowie in Rumänien, dort insbesondere ab den 1960er Jahren unter Nicolae Ceaușescu. Heute gibt es vergleichbare Lager noch im kommunistischen Nordkorea.
Inwiefern produktive Ziele oder aber die Vernichtung von politischen Gegnern und anderen Missliebigen durch Arbeit und Haftbedingungen in den betreffenden Fällen Hauptzweck der Ausnutzung von Häftlingsarbeit waren, ist Gegenstand von Debatten.
In einem Überblick über die jüngere internationale Forschung zum stalinistischen Lagersystem resümierte Dietrich Beyrau, Professor für Osteuropäische Geschichte an der Universität Tübingen, im Jahr 2000:

„Ein guter Lagerleiter zeichnete sich aus durch einen optimalen Einsatz [Hervorhebung im Original] der Arbeitskräfte trotz nicht verleugneter Mängel bei der Ausstattung, Bekleidung und Ernährung und vor allem durch Übererfüllung der Planvorgaben.“

Gunnar Heinsohn, Soziologe und Professor in Bremen, vertritt die Ansicht, dass „Vernichtung durch Arbeit im 20. Jahrhundert zum vorrangigen Tötungsmittel marxistisch-leninistischer Regime wurde“. Bereits Trotzki habe im Juni 1918 den Grundstein für die Einführung dieser Tötungsart in Russland gelegt. Stalin habe die Vernichtung durch Arbeit im Gulag dann ab 1928 aufgebaut.
Joël Kotek und Pierre Rigoulot kommen zu folgender Einschätzung: „Angesichts der Umstände, unter denen die Gefangenen arbeiteten, scheint es doch mehr um deren Bestrafung und Eliminierung gegangen zu sein, auch wenn alles daran gesetzt wurde, die maximale Arbeitsleistung aus ihnen herauszuholen.“
In seinem Buch Archipel Gulag. Stalins Zwangslager schreibt Ralf Stettner, der Charakter des Gulag sei „angesichts der Millionenzahl hingerichteter, verhungerter, erfrorener und zu Tode gearbeiteter Häftlinge als Vernichtungsmaschinerie augenscheinlich“.
Roy Medwedew dazu: „Der Strafvollzug in Kolyma und den Lagern des Nordens war bewußt auf physische Vernichtung der Menschen eingestellt.“
Während der Sowjetherrschaft, vor allem im Stalinismus, wurden viele (echte und vermeintliche) politische Gegner erschossen. Zudem wurden politische Gegner ebenso wie Kriminelle gezwungen, als Häftlinge auf großen Baustellen (beispielsweise der Weißmeer-Ostsee-Kanal, Steinbrüche, Bahnlinien, Städtebau) unter menschenunwürdigen Bedingungen zu arbeiten. Solschenizyn bezeichnete einige sowjetische Lager als „Ausrottungslager“ (Archipel Gulag II). Die Haftbedingungen waren durchgängig geprägt von
- sehr hohen Arbeitszeiten und -normen
- Hungerrationen, die bei Untererfüllung der Arbeitsnorm weiter reduziert wurden
- eisiger Kälte im Winter, bei oft völlig ungenügender Bekleidung
- gefährlichen Arbeitsbedingungen,
- Krankheiten (wie z. B. Typhus und Skorbut), bei unzureichender medizinischer Versorgung
- Dreck, Ungeziefer, unzureichenden hygienischen Bedingungen und sanitären Einrichtungen
- Schikanen, Beleidigungen, Misshandlungen, drastischen Bestrafungen für geringste Regelverletzungen.

Ähnlich zynisch wie der Spruch „Arbeit macht frei“, der am Eingang verschiedener nationalsozialistischer Konzentrationslager (u. a. Dachau, Sachsenhausen, Auschwitz) angebracht wurde, prangte bereits im Jahre 1923 über dem ersten größeren Zwangsarbeitslager der Sowjetunion der Spruch, „Laßt uns mit eiserner Hand die Menschheit ihrem Glück entgegentreiben“.
Von den sowjetischen Machthabern wurde der Begriff „Besserung durch Arbeit“ („Besserungsarbeitslager“) verwendet. In den 1920er Jahren wurde dieser Begriff für sämtliche Häftlinge in den Haftanstalten der republikanischen Volkskommissariate des Inneren verwendet, die zu jener Zeit den Hauptbestandteil des sowjetischen Strafverbüßungssystems bildeten. „Besserungsarbeit“ wurde auch eine Strafform genannt, wonach für als minderschwer eingeschätzte Vergehen Verurteilte an ihrem bisherigen Arbeitsplatz für eine bestimmte Zeit bei reduziertem Lohn arbeiten mussten. Aus (explizit) politischen Gründen Inhaftierte wurden demgegenüber in sogenannten „Politisolatoren“ bzw. in „Konzentrationslagern“ interniert, die der OGPU unterstanden. Im Juni 1929 wurde für die bereits existierenden sowie für die neuzugründenden Lager der OGPU die Bezeichnung „Besserungsarbeitslager“ eingeführt. Seitdem mussten alle Gefangenen im Stalinismus, ob „gewöhnliche Kriminelle“ oder „Konterrevolutionäre“, die zu Zwangsarbeit verurteilt worden waren, nach offizieller Lesart „Besserungsarbeit“ leisten. Daher ist es angezeigt, der kommunistischen Terminologie und Propaganda mit Skepsis zu begegnen.
R. Stettner vermerkt dazu, dass unterschieden wurde zwischen Besserungsarbeit für Häftlinge aus der Arbeiterklasse und andererseits Zwangsarbeit für „Konterrevolutionäre“ und „Klassenfeinde“ zur Erniedrigung, Bestrafung und Vernichtung. Der Grundsatz der „Besserung und Umerziehung“ habe außerdem nicht für politische Häftlinge gegolten. Stettner bezeichnet es als falsch, der „kommunistischen Terminologie und Propaganda zu folgen und die Betrachtung … auf Besserungsarbeit zu konzentrieren.“ Es sei vielmehr „festzuhalten, daß von den ersten Wochen der Herrschaft der Bolschewiki an Gefangenenzwangsarbeit der politisch Mißliebigen üblich war“.

### Opfer
Laut internen, vormals geheimen Dokumenten des GULAG sollen im Zeitraum zwischen 1930 und 1956 in den sowjetischen Zwangsarbeitslagern und -kolonien (ausgenommen Kriegsgefangenenlager) etwa 1,6 Millionen Menschen ums Leben gekommen sein, wobei in dieser Ziffer Sterbefälle in Kolonien allerdings erst ab 1935 enthalten sind. Etwa 900.000 dieser Todesfälle fallen demnach in die Jahre 1941–45.
Diese Zahlen sind konsistent mit Archivdokumenten, die der russische Historiker Oleg Chlewnjuk in seiner Studie The History of the Gulag: From Collectivization to the Great Terror vorstellt und auswertet, und nach denen in den Jahren 1930 bis Anfang 1941 etwa 500.000 Menschen in den Lagern und Kolonien starben. Chlewnjuk weist darauf hin, dass diese Zahlen keine Todesfälle berücksichtigen, die während Transporten auftraten.
Vor der Öffnung vieler ehemaliger sowjetischer Archive gingen viele Historiker von weitaus höheren Gefangenenzahlen und Sterbeziffern in den sowjetischen Lagern aus. In Schätzungen wurden Mortalitätsdaten in Größenordnungen von bis zu 20 Millionen und mehr genannt. Nachdem Archivdokumente zum Gulag in großem Umfang zugänglich und vielfach veröffentlicht wurden, wurden die Fragen nach der Vollständigkeit dieser Daten und ob sie die Gesamtzahl der Toten realistisch wiedergeben, in der internationalen Forschung ausführlich debattiert. Mittlerweile besteht bezüglich der Archivquellen aus der Zeit der sowjetischen Diktatur, die Häftlings- und Sterbeziffern enthalten, welche sich weit unterhalb der Höchstwerte früherer Schätzungen bewegen, breiter Konsens unter Russland- und Osteuropahistorikern über die Notwendigkeit, sie kritisch zu verwenden.
Demgegenüber gibt der Politologe und Spezialist auf dem Gebiet der Genozidforschung Rudolph Joseph Rummel die Zahl von 39 Millionen Gulag-Toten für die Gesamtzeit der kommunistischen Diktatur in der Sowjetunion (1918–1991) an, miteingeschlossen also die Zeit Lenins und seiner Geheimpolizei Tscheka.
Unter den Lagerinsassen waren Angehörige von angestammten Völkern der Sowjetunion, von Völkern neueinverleibter Gebiete der Sowjetunion (Polen, Balten, Deutsche u. v. a.), von Mitgliedstaaten des Warschauer Paktes (SBZ/DDR, Polen, Rumänien, Bulgarien, u. v. a.) und von anderen sozialistischen Staaten (Jugoslawien), Angehörige des Bürgertums, Kosaken, Kulaken, tatsächliche und angebliche politische Gegner, Nonnen und Mönche, Geistliche, Kriminelle. Jugendliche wurden in speziellen Kolonien interniert, oft jedoch aus Platzgründen auch in Erwachsenenlagern, Kinder (etwa solche, die in Lagern geboren wurden) in entsprechenden Einrichtungen, die gleichfalls dem Innenministerium unterstanden. 1935 wurde die altersmäßige Verhaftungsgrenze auf zwölf Jahre abgesenkt.
Der berüchtigte § 58 stellte „konterrevolutionäre“ Tätigkeiten und „antisowjetische Agitation“ unter Strafe, was sehr weit ausgelegt wurde. Unter diesen Strafparagraphen fielen auch kritische Äußerungen gegenüber der Politik oder die kommunistische Partei oder „Hoffnungen auf eine Wiederherstellung des kapitalistischen Systems“. Unter solchen Vorwänden wurden Millionen eher unpolitischer Menschen verhaftet.

## Andere Staaten
Ähnliche Konzepte setzten auch andere kommunistische Regierungen in ihren Ländern ein, beispielsweise in der Volksrepublik China, in Vietnam, in Nordkorea und in Kambodscha.